# Ricardo Alba
Ricardo João Peluso Alba, mais conhecido como Ricardo Alba (Blumenau, 23 de dezembro de 1984), é um oficial de justiça, professor universitário e político brasileiro filiado ao Podemos (PODE).
Vereador eleito em 2016 na Câmara de Vereadores de Blumenau pelo Partido Social Liberal (PSL).
Nas eleições de 7 de outubro de 2018 foi eleito deputado estadual de Santa Catarina para a 19.ª legislatura, pelo Partido Social Liberal (PSL), sendo o mais votado com 62.762 votos.